# Piața Charles de Gaulle

Statuia lui Charles de Gaulle la intrarea în Parcul Herăstrău, privind spre piața ce-i poartă numele

Piața Charles de Gaulle este o piață din București, Sectorul 1, situată la intersecția Bulevardelor Aviatorilor, Constantin Prezan, Primăverii și Calea Dorobanților. 
În decursul timpului, piața a purtat mai multe denumiri. Inițial s-a numit Piața Jianu, în amintirea unuia din pandurii lui Tudor Vladimirescu.  Însă, în perioada interbelică, denumirea a fost schimbată în Piața M. Eminescu.
În perioada celui de-al Doilea Război Mondial, când România era aliată cu Germania Nazistă, piața s-a numit Adolf Hitler, după Lovitura de stat de la 23 august 1944 revenind la denumirea veche. 
În perioada de început a comunismului în România, în cinstea lui Stalin, piața a fost rebotezată Piața Generalissim I. V. Stalin, statuia acestuia fiind instalată la intrarea în Parcul Herăstrău, care formează o latură a pieții. 
După moartea lui Stalin, piața a devenit Piața Aviatorilor, datorită apropierii de Monumentul Eroilor Aerului, cunoscut și ca Statuia Aviatorilor. 
După 1989, Piața Aviatorilor a fost redenumită Piața Charles de Gaulle.
În centrul rondului din mijlocul pieții a fost montat un monument, care a fost comandat artistului Paul Neagu în 1991 de către Andrei Pleșu, pe atunci ministru al culturii, și inaugurat în septembrie 1997, cu numele oficial de “Crucea Secolului”. Monumentul constă dintr-un disc lenticular de  bronz înalt de șase metri, în care sunt decupate o serie de perforații romboidale formând o cruce de lumină și a fost gândit ca monument comemorativ al revoltei anticomuniste de la sfârșitul anului 1989 denumit și Revoluția Română din 1989. Deoarece, începând din 2011, sub Piața Charles de Gaulle a fost planificată construirea unei parcări subterane, pe trei niveluri, cu 603 locuri, a unui pasaj rutier și a unei zone comerciale, Primăria Capitalei a dorit să reamplaseze monumentul în Parcul Herăstrău. Comisia de Monumente din Ministerul Culturii și Patrimoniului Național nu a fost de acord și a propus ca variantă mutarea temporară a monumentului în scuarul aflat la intersecția Bulevardului Aviatorilor cu Șoseaua Nordului, în fața Ambasadei Chinei, municipalitatea urmând să readucă „Crucea Secolului" în Piața Charles de Gaulle în momentul în care lucrările din zonă vor fi terminate.
În data de 26 septembrie 2006, cu ocazia festivităților prilejuite de Reuniunea la Nivel Înalt a Francofoniei, din București, piața a fost înfrumusețată cu un monument ce-l reprezintă pe Charles de Gaulle. Monumentul, înalt de 4,60 metri, a fost sculptat de Mircea Corneliu Spătaru și a costat în total 1.735.000 RON, din care 1.135.000 RON statuia, finanțare a Ministerului Culturii și Cultelor, și 600.000 RON amenajarea amplasamentului, fonduri asigurate din bugetul Primăriei Capitalei.